# Макнэлли, Дэйв
Дэвид Артур Макнэлли (англ. David Arthur McNally, 31 октября 1942, Биллингс, Монтана — 1 декабря 2002, там же) — американский бейсболист, питчер. Выступал в Главной лиге бейсбола с 1962 по 1975 год. Большую часть карьеры провёл в составе «Балтимор Ориолс», член клубного Зала славы. Дважды становился победителем Мировой серии. Три раза принимал участие в Матче всех звёзд лиги. Журналом Sports Illustrated признан лучшим спортсменом штата Монтана XX века.

## Биография

### Ранние годы и начало карьеры
Дэйв родился 31 октября 1942 года в Биллингсе, штат Монтана. Он был младшим из четырёх детей в семье Джеймса и Бет Макнэлли. Отец погиб в 1945 году во время боёв на Окинаве. Мать работала в социальной службе, растила детей одна. Дэйв с детства занимался спортом, играл в детской бейсбольной лиге. 
В католической школе, где он учился, не было бейсбольной команды из-за короткой весны и больших расстояний между городами. Дэйв входил в состав команды «Биллингс Роялс», игравшей в чемпионате Американского легиона (турнире для игроков от 13 до 19 лет). Игры «Роялс» собирали до пяти тысяч зрителей. В 1958 и 1960 годах команда играла в национальном финале турнира. 
В сентябре 1960 года Макнэлли подписал контракт с «Балтимор Ориолс». Интерес к нему также проявляли в клубе «Лос-Анджелес Доджерс» и Дэйв позднее рассказывал, что если бы он знал о группе талантливых молодых питчеров в «Ориолс», то предпочёл бы команду из Калифорнии. Весной 1961 года его отправили в фарм-клуб «Виктория Роузбадс», игравший в Техасской лиге. Турнир оказался сложным для новичка — в четырёх матчах он потерпел три поражения с показателем пропускаемости 6,16. После этого руководство команды перевело Дэйва в лигу ниже уровнем и остаток сезона он провёл в команде «Аплтон Фоксиз» под началом Эрла Уивера. В том же году Макнэлли женился на Джин Хоффер, с которой начал встречаться во время учёбы в школе.
В 1962 году вслед за тренером Макнэлли перешёл в состав клуба «Эльмира Пионирс», игравшего в Восточной лиге. Он стал главной звездой команды, в которой также были будущие игроки Главной лиги бейсбола Энди Эчебаррен, Марк Беланже и Дарольд Ноулс. В чемпионате Дэйв провёл тридцать четыре игры, в двадцати восьми из которых выходил на поле стартовым питчером. Он одержал пятнадцать побед при одиннадцати поражениях с пропускаемостью 3,08. В сентябре его вызвали в основной состав «Ориолс». Дебют Макнэлли состоялся в домашнем матче с «Канзас-Сити Атлетикс». Он позволил соперникам выбить всего два хита и не пропустил ни одного очка.

### Главная лига бейсбола

#### Балтимор Ориолс
Несмотря на удачный дебют, Дэйву было сложно закрепиться в основном составе клуба. В 1962 году «Ориолс» одержали восемьдесят шесть побед, в числе питчеров стартовой ротации были молодые и уже проявившие себя Стив Барбер, Чак Эстрада и Милт Паппас. Главным претендентом на место реливера-левши был Стив Далковски, но он получил травму локтя. Макнэлли остался в составе команды. Он использовал свой шанс. За сезон Дэйв провёл двадцать девять игр, в которых одержал семь побед при восьми поражениях с пропускаемостью 4,58. Схожую роль в команде он выполнял и в 1964 году, сыграв в тридцати матчах.
В сезоне 1965 года Макнэлли твёрдо занимал место в стартовой ротации питчеров, время от времени выходил на поле как реливер. Он сильно провёл вторую часть чемпионата, в последних двадцати девяти играх показав пропускаемость 2,85. Сам Дэйв приписывал улучшение своей игры тому, что летом он бросил курить и набрал вес. К пагубной привычке он вернулся после завершения сезона. Чемпионат 1966 года Макнэлли начинал в статусе главной звезды среди питчеров «Ориолс». Перед началом сезона в клуб пришёл Фрэнк Робинсон, ставший в итоге лучшим игроком сезона в Американской лиге. Дэйв провёл тридцать три игры в стартовом составе, одержав тринадцать побед при шести поражениях. «Балтимор» занял первое место в лиге и получил право сыграть в Мировой серии.
В финале сезона соперником «Ориолс» стали «Лос-Анджелес Доджерс». Макнэлли выходил стартовым питчером на первую и четвёртую игру серии. Первый матч в гостях он сыграл неудачно, проведя на поле меньше трёх иннингов и беспрепятственно пропустив на первую базу пятерых игроков соперника. Матч до победы довёл вышедший на замену Мо Драбовски. Четвёртую игру Дэйв отыграл без пропущенных очков, позволив выбить всего четыре хита. «Ориолс» выиграли Мировую серию со счётом 4:0.
Весной 1967 года Макнэлли получил травму локтя и год провёл неудачно: семь побед при семи поражениях с пропускаемостью 4,54. Он провёл на одиннадцать матчей меньше, чем в предыдущем сезоне, а в декабре едва мог пошевелить левой рукой. Различные проблемы со здоровьем у других питчеров команды повлекли за собой падение «Ориолс» на шестое место в лиге. Перед стартом следующего сезона Дэйв несколько недель тренировался по облегчённой программе и снова начал использовать слайдер, который ранее бросал только в младших лигах. Он стал третьей подачей в его арсенале в дополнение к фастболу и кервболу. Макнэлли провёл отличный сезон, выиграв двадцать два матча при десяти поражениях. Его пропускаемость составила всего 1,95 — третий показатель в лиге. После завершения чемпионата он был удостоен награды Возвращение года, признан Самым ценным игроком в составе «Ориолс», занял пятое место в опросе на звание Самого ценного игрока сезона и вошёл в сборную звёзд Американской лиги по версии журнала Sporting News. Важным фактором, способствовавшим успеху Макнэлли, стал приход на пост главного тренера команды Эрла Уивера.
Сезон 1969 года Дэйв начал с пятнадцати побед подряд, повторив рекорд Джонни Аллена, установленный в 1937 году. «Ориолс» доминировали в Американской лиге, одержав сто девять побед. В первой в истории Чемпионской серии команда со счётом 3:0 обыграла «Миннесоту». Во второй игре серии Макнэлли отыграл одиннадцать иннингов с тремя пропущенными хитами. В Мировой серии «Балтимор» проиграл «Нью-Йорк Метс» в пяти играх. Дэйв сыграл в двух матчах, потерпев одно поражение.
Столь же уверенно «Ориолс» провели и чемпионат 1970 года. Команда одержала сто восемь побед и выиграла Американскую лигу. Макнэлли вместе с Джимом Палмером и Майком Куэльяром сформировали одну из лучших ротаций питчеров в истории бейсбола. В Чемпионской серии «Балтимор» снова обыграл «Миннесоту», Дэйв одержал победу во второй игре. Соперником команды по финалу стали Цинциннати Редс. Макнэлли играл в третьем матче, записал в свой актив победу и выбил гранд-слэм-хоум-ран в шестом иннинге. «Ориолс» выиграли финал со счётом 4:1. По состоянию на 2018 год Дэйв остаётся единственным питчером, сделавшим это в играх Мировой серии. Также он и Боб Гибсон являются питчерами, выбившими в Мировых сериях по два хоум-рана.
В следующем году команда продолжила доминировать в Американской лиге и выиграла чемпионат, одержав сто одну победу. Четыре питчера команды одержали не менее двадцати побед, повторив достижение, установленное игроками «Чикаго Уайт Сокс» в 1920 году. Макнэлли не помешала и травма, из-за которой он пропустил шесть недель в середине сезона. В первом раунде плей-офф «Ориолс» уверенно обыграли «Окленд Атлетикс», а в Мировой серии в семи играх уступили «Питтсбург Пайрэтс». Дэйв выходил стартовым питчером в первой и пятой игре, а в двух последних матчах серии появлялся на поле в качестве реливера. Завершив четвёртый сезон с не менее чем двадцатью победами, весной 1972 года Дэйв подписал новый контракт с зарплатой 105 тысяч долларов. Он стал первым питчером Американской лиги, получавшим шестизначную сумму.
Он начал сезон 1972 года с четырёх сухих побед в пяти играх, но в целом чемпионат сложился для него и команды неудачно. Снизилась эффективность нападения и «Ориолс» опустились на третье место в дивизионе, несмотря на хорошую игру своих питчеров. Макнэлли в тридцати шести играх показал пропускаемость 2,95, но выиграл всего тринадцать матчей при семнадцати поражениях. В следующем сезоне он одержал семнадцать побед при семнадцати поражениях с пропускаемостью 3,21. «Балтимор» вернулся в плей-офф, но проиграл Чемпионскую серию «Окленду». По такому же сценарию прошёл для клуба и чемпионат 1974 года. Пропускаемость Дэйва в нём увеличилась до 3,85.

#### Монреаль Экспос
После завершения сезона 1974 года Макнэлли был лидером «Ориолс» по числу побед за карьеру — сто восемьдесят одна при ста тринадцати поражениях. Однако, в ноябре он шокировал руководство клуба, попросив обменять его. Сам Дэйв объяснял это желанием сменить обстановку, в газетах писали о возможном конфликте с главным тренером Эрлом Уивером. 4 декабря «Балтимор» отправил его и аутфилдера Рича Коггинса в «Монреаль Экспос» в обмен на питчера Майка Торреса и аутфилдера Кена Синглтона.
Не договорившись с клубом об условиях контракта, Дэйв начал сезон без него. «Экспос» выплачивали ему зарплату, чуть большую, чем Дэйв получал в «Балтиморе» в 1974 году. Чемпионат Макнэлли начал с трёх побед, но затем пропускаемость выросла до 5,24, В следующих девяти играх он потерпел шесть поражений. Дэйв считал, что подводит команду и зря получает деньги. 9 июня 1975 года он заявил о завершении карьеры. При этом он не подписывал официальных бумаг о прекращении выступлений.

### Профсоюзная деятельность
В июне, после того как дети закончили учебный год, Дэйв с супругой продали свой дом в Балтиморе и вернулись в Биллингс. В это время профсоюз игроков вёл борьбу против «резервирования» игроков. По этому правилу все бейсболисты, имевшие контракт, оставались в распоряжении клуба на следующий год даже при истечении срока действия соглашения. Лидер профсоюза Марвин Миллер считал, что игрок, проведший год без контракта с клубом, затем имеет право подать жалобу и требовать для себя статуса свободного агента. Миллер предложил Дэйву присоединиться к этому делу. Макнэлли, ранее представлявший в профсоюзе «Ориолс», согласился. Вскоре в Биллингс приехал генеральный менеджер «Монреаля» Джон Макхейл, предложивший Дэйву двухлетний контракт с большим повышением зарплаты.
Макнэлли, как и питчер «Доджерс» Энди Мессерсмит, бывший в схожей ситуации,отклонил предложение. Слушание по жалобам игроков состоялось в конце ноября 1975 года, а 23 декабря арбитр Питер Зейтц вынес решение в пользу спортсменов, признав их свободными агентами и положив конец практике «резервирования». Это решение изменило бейсбол. Макнэлли теперь имел право подписать контракт с любой командой, но уже не хотел играть. Жалобу он подал, чтобы помочь другим игрокам, на слушания сам не приезжал. 

### После бейсбола
В Биллингсе Дэйв присоединился к брату Джиму, который с 1973 года управлял автосалоном. В свободное время он играл в гольф. 
Его сына Джеффа в 1980 году задрафтовал клуб «Милуоки Брюэрс», но тот предпочёл поступить в Стэнфордский университет и не играл в бейсбол на профессиональном уровне.
В 1978 году Макнэлли был избран в Зал славы «Балтимор Ориолс», в нём он стал третьим после Брукса и Фрэнка Робинсонов. В 1999 году журнал Sports Illustrated назвал Дэйва лучшим спортсменом штата Монтана XX века. Он также был включён в символическую сборную Столетия «Ориолс».
В 1997 году ему диагностировали рак лёгких и рак простаты. Дэйв боролся с болезнью пять лет. Он умер 1 декабря 2002 года в Биллингсе. Похоронен Макнэлли на кладбище Йеллоустоун-Вэлли Мемориал Парк.